# Tamás Barta
Tamás Barta  (n. 7 iulie 1948, Budapesta, Ungaria, d. 16 februarie 1982, Los Angeles, SUA) a fost un chitarist, vocalist și compozitor maghiar.
Și-a început activitatea muzicală ca membru al formație Syconor în 1964, formație cu care a stat până în 1967. După terminarea stagiului militar obligatoriu a cântat cu formația de rock progresiv Syrius, iar în 1969 a început să cânte din nou alături de vechiul său prieten de la Syconor, Miklós Fenyő, în formația Hungaria.
În anul 1970 a fost desemnat de către cititorii revistei Youth Magazin ca fiind cel mai bun chitarist maghiar.
În 1971 a fost unul dintre membri fondatori ai supergrupului Locomotiv GT. După turneul acestei formații în SUA în 1974, s-a hotărât să nu se mai întoarcă în Ungaria. Stabilindu-se la Los Angeles, a încercat să-și continue cariera muzicală, dar nu a avut mare succes. A început apoi să facă afaceri cu hârtie. 
A fost găsit împușcat în cap în locuința sa.
În 1992, formația Locomotiv GT a scos albumul „In Memoriam Barta Tamás (1948–1982) emléklemez”.